# Diaphorus beckeri
Diaphorus beckeri är en tvåvingeart som beskrevs av Henk J.G. Meuffels och Patrick Grootaert 1999. Diaphorus beckeri ingår i släktet Diaphorus och familjen styltflugor. Inga underarter finns listade i Catalogue of Life.